# Young Royals
Young Royals is een Zweedse televisieserie die op 1 juli 2021 in première ging op Netflix. De serie draait om (kroon)prins Wilhelm (Edvin Ryding) die op een kostschool verliefd wordt op zijn klasgenoot Simon (Omar Rudberg).

## Rolverdeling
| Acteur          | Personage         | Opmerking              |
| --------------- | ----------------- | ---------------------- |
| Edvin Ryding    | Wilhelm           |                        |
| Omar Rudberg    | Simon             |                        |
| Malte Gårdinger | August            | Achterneef van Wilhelm |
| Frida Argento   | Sara              | Zus van Simon          |
| Nikita Uggla    | Felice            | Vriendin van Sara      |
| Pernilla August | Koningin Kristina | Moeder van Wilhelm     |

## Productie

### Verfilming

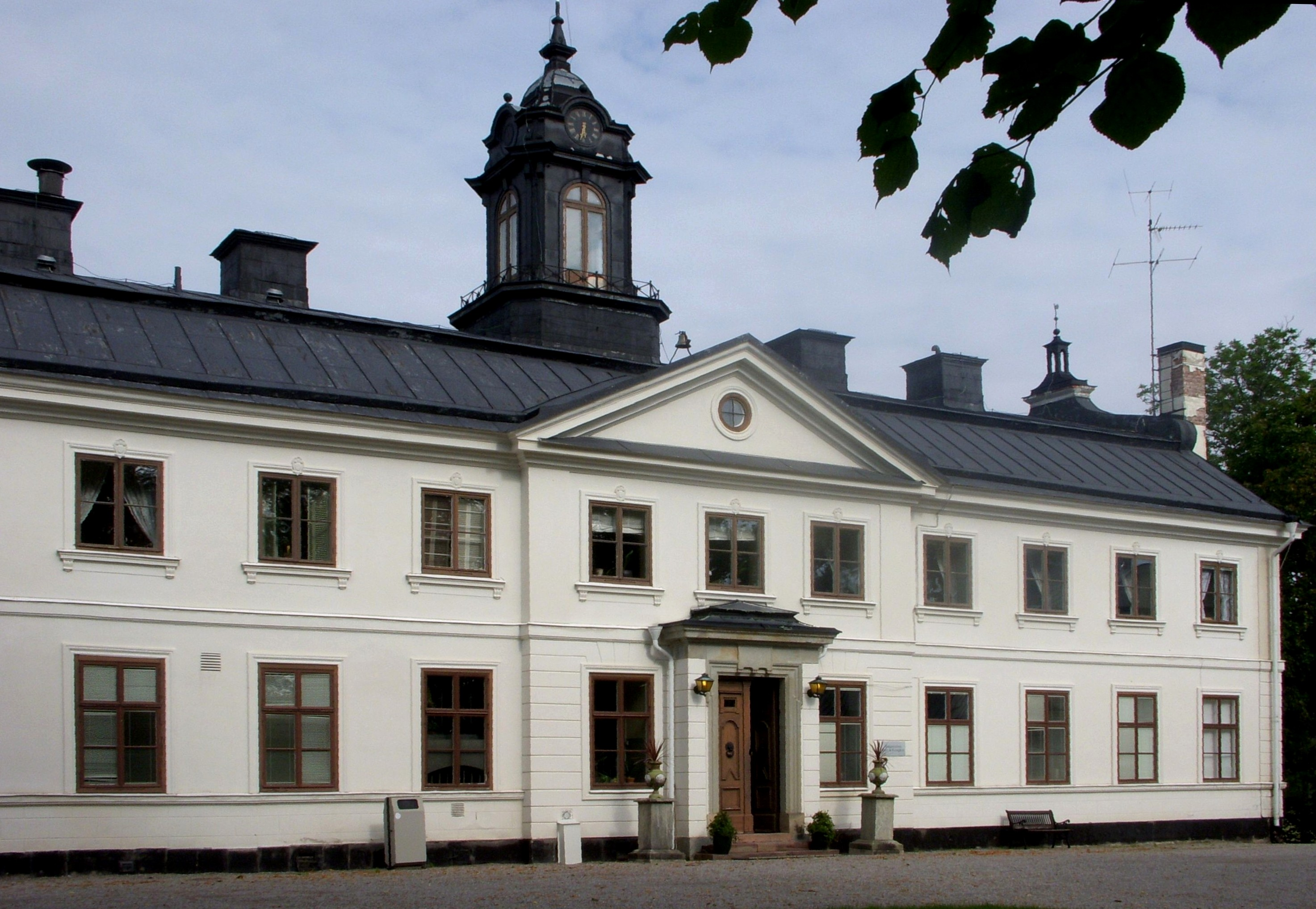
Kaggeholm waar de meeste scenes zijn opgenomen

De serie is voornamelijk opgenomen bij Kaggeholms gård, een gebouw net buiten Stockholm dat lijkt op een landhuis en dat in gebruik is als conferentiecentrum. De scènes in het koninklijk paleis zijn opgenomen in kasteel Stora Sundby.

### Casting
In januari 2021, lang voor de verschijningsdatum van de serie werd aangekondigd, werden Edvin Ryding, Pernilla August, Malte Gårdinger, Frida Argento, Nikita Uggla en Omar Rudberg aangekondigd als hoofdspelers. Tegelijkertijd werden Nathalie Varli, Felicia Truedsson, Mimmi Cyon, Ingela Olsson, Rennie Mirro, Livia Millhagen en David Lenneman aangekondigd als degenen die belangrijke terugkerende rollen zouden gaan vervullen. Ryding werd uitverkozen voor de rol van prins Wilhelm, en August voor die van zijn moeder, koningin Kristina van Zweden. Later werd bekendgemaakt dat Rudberg Simon, prins Wilhelms geliefde zou gaan spelen.

## Verhaal

### Seizoen 1
| Nr. serie | Nr. seizoen | Titel van aflevering | Regie          | Schrijver                                 | Uitzenddatum |  |
| --- | ----------- | -------------------- | -------------- | ----------------------------------------- | ------------ |  |
| 1 | 1           |                      | Rojda Sekersöz | Lisa Ambjörn, Lars Beckung, Sofie Forsman | 1 juli 2021  |  |
| De vijftienjarige Zweedse prins Wilhelm duikt op in een video waar hij in gevecht is met andere jongens. Hierop wordt hij door het koningshuis verplicht een door hen opgestelde speech te geven op de publieke televisie met zijn verontschuldigingen. Tegen zijn wil wordt hij ook naar een andere school gestuurd: de elitaire kostschool "Hillerska" waar zijn oudere broer, kroonprins Erik, het vorige schooljaar afstudeerde. Daar ontmoet hij zijn neef August die hem een inleiding geeft over de school. Zo leert Wilhelm dat er ook "externen" school lopen: dat zijn leerlingen uit de naaste omgeving die na de lesuren naar huis gaan waaronder Simon, die enige tijd eerder uit de kast is gekomen. Verder zijn ook niet alle scholieren van rijke komaf – waaronder ook Simon en zijn zus Sara - maar kunnen dit betalen door een overheidssubsidie omdat ze bijvoorbeeld een meer dan gemiddeld IQ hebben. Simon zit in dezelfde klas als Wilhelm en is lid van het schoolkoor. Verder ontmoet Wilhelm er Felice met wie hij als kind veel speelde. August is lid van “Sociëty”, een officieuze leerlingenbeweging waar alleen laatstejaars lid van zijn. Hun activiteiten gaan veelal stiekem door in een nabijgelegen leegstaand pand en de scholieren moeten ongezien de kostschool ’s avonds verlaten en ’s nachts terug zien binnen te komen. August overtuigt Sociëty om een welkomstfeestje voor Wilhelm te organiseren en geraakt via Simon aan alcoholische drank. In ruil mogen Simon en Sara ook naar dat feestje komen. Simon kan zijn alcoholverslaafde vader Micke overtuigen om voor hem de drank te kopen. Simon en Wilhelm geraken in gesprek en ontdekken dat ze gevoelens voor elkaar hebben. |             |                      |                |                                           |              |  |
| 2 | 2           |                      | Rojda Sekersöz | Lisa Ambjörn, Lars Beckung, Sofie Forsman | 1 juli 2021  |  |
| August is verslaafd aan ADHD-medicatie die hij via-via in handen krijgt. Hij wil zijn verslaving aankaarten bij de schoolpsycholoog, maar tijdens het gesprek overtuigt hij de psycholoog daadwerkelijk ADHD te hebben waardoor hij op legale wijze de medicatie krijgt voorgeschreven. Simon heeft een slechte wiskundetest afgelegd en verneemt van andere leerlingen dat de leraar corrupt is: leerlingen die bijles volgen, krijgen betere cijfers. Zonder goedkeuring van zijn moeder volgt Simon enkele bijlessen, wat resulteert in een factuur van meer dan 600 Zweedse Kronor. Het wordt duidelijk dat August financiële moeilijkheden heeft en aan Simon de drank niet kan terugbetalen. Omdat hij de waarheid niet wil zeggen, belooft August dat hij Simon weldra het dubbele bedrag zal betalen. Wilhelm gaat naar een voetbaltraining van Simon en post enkele video's op internet. Eenmaal terug in Hillerska dwingt August hem die beelden te verwijderen omdat deze niet passen voor een prins en ook uit vrees dat de video’s verder worden verspreid. August raadt ook aan dat Wilhelm vrienden moet zoeken in zijn eigen milieu en best "gewone mensen zoals Simon" mijdt. Simon en Wilhelm kussen elkaar voor de eerste keer. |             |                      |                |                                           |              |  |
| 3 | 3           |                      | Erika Calmeyer | Lisa Ambjörn, Lars Beckung, Sofie Forsman | 1 juli 2021  |  |
| Simon en enkele vrienden confronteren August betreffende de betaling. August biecht op dat hij blut is en dat zijn moeder hem ook niet kan helpen. De enige oplossing is om enkele kunstwerken te verkopen, maar dat wil hij evenmin. Wilhelm ontkent dat de kus iets betekende, maar komt op deze uitspraak enkele dagen later terug. Om stiekem samen tijd door te brengen, beslist Wilhelm om het komende weekend niet naar huis te gaan zodat hij Simon op zijn kamer kan ontvangen. De afspraak moet noodwillig worden geannuleerd: Wilhelm krijgt telefoon van zijn moeder Katrina; Erik is overleden tijdens een auto-ongeluk. |             |                      |                |                                           |              |  |
| 4 | 4           |                      | Rojda Sekersöz | Lisa Ambjörn, Lars Beckung, Sofie Forsman | 1 juli 2021  |  |
| Na de begrafenis van Erik wordt Wilhelm aangeduid als nieuwe kroonprins. Wilhelm vraagt Simon om al hun tekstberichten te verwijderen uit vrees dat deze op een of andere manier zouden lekken als hun smartphones bijvoorbeeld zouden worden gestolen. Daar August de drank nog altijd niet kan betalen, steelt Simon de medicijnen van zijn vader. Bedoeling is dat August die illegaal verkoopt om zo aan het nodige geld te geraken. August en Felice starten een relatie. Tijdens een feestje van Sociëty drinkt Wilhelm zich lazarus en gebruikt hij ook drugs. Hierdoor geraakt hij gedesoriënteerd en belt hij Simon op. Simon brengt hem terug naar de kostschool en blijft bij Wilhelm slapen. ’s Ochtends hebben ze gemeenschap wat door het vensterraam wordt gefilmd door August. |             |                      |                |                                           |              |  |
| 5 | 5           |                      | Erika Calmeyer | Lisa Ambjörn, Lars Beckung, Sofie Forsman | 1 juli 2021  |  |
| Sara vertelt tijdens de voorbereidingen van het Luciafeest aan Felice en Madison dat ze werd benaderd en gekust door August. Daarop dumpt Felice August via sociale media. De schooldirectie ontdekt dat er drugs en andere medicatie worden verhandeld en zoekt naar de dealers. Alle leerlingen worden ondervraagd, maar niemand lost informatie. August is van mening dat Simon moet worden aangegeven omdat hij de pillen aanleverde. Wilhelm wil dat niet, want dan lekt uit dat August deze verkocht omwille van zijn bankroet en zijn schuldafbetaling van alcoholische dranken. Er wordt een vergadering gehouden tussen August, Wilhelm en de druggebruikers waarbij wordt besloten – tegen zin van August - dat Alexander schuldig is. Daardoor zal Alexander van school worden geschorst. Uit wraak zet August de beelden van Wilhelm en Simon op internet. Enkele minuten later krijgt August telefoon van het koninklijk paleis: dankzij Wilhelm zijn zijn financiële problemen opgelost en op vraag van Wilhelm zullen zij ook het nodige doen zodat de schorsing van Alexander op korte termijn zal worden tenietgedaan. |             |                      |                |                                           |              |  |
| 6 | 6           |                      | Erika Calmeyer | Lisa Ambjörn, Lars Beckung, Sofie Forsman | 1 juli 2021  |  |
| Wilhelm weet niet hoe te reageren op de gelekte video en de koningin komt naar Hillerska om “het probleem” te bespreken. In dagbladen en kranten verschijnen diverse foto’s en artikelen. Simon wordt overal herkend en papperazi volgen zijn doen en laten. Wilhelm wil weten wie de video heeft genomen en gelekt, maar zijn moeder vindt dat geen prioriteit. Wilhelm zal moeten ontkennen dat hij de persoon is op de video. Zijn gezicht komt trouwens niet volledig in beeld dus het betreft iemand die sterk op hem gelijkt. Wilhelm wil dit niet en belooft Simon de waarheid te zeggen tijdens een publieke speech. Ondanks deze belofte verandert hij tijdens de speech van mening en verklaart dat hij niet op de video te zien is. De moeder van Simon en Sara wil dat hun kinderen terug naar hun voormalige school gaan. Sara wil dat niet omdat ze er werd gepest. Zij vindt het leuk op Hillerska en wil op kostschool gaan. Ook Simon wil niet van school veranderen. Felice zoekt op obsessieve wijze naar degene die de video heeft verspreid. Ze merkt op dat er in heel de video op dezelfde plaats enkele zwarte vlekjes zijn omwille van defecte pixels op de camera. Elke foto die August de voorbije maanden stuurde, heeft op exact dezelfde plaats diezelfde vlekjes. Zij brengt Wilhelm hiervan op de hoogte en beslist om dit verder ook geheim te houden. Wilhelm licht zijn moeder in: zij beaamt dat ze dit al dagen wist omdat ze door August persoonlijk werd ingelicht. Na de kerstceremonie op school omhelst Wilhelm Simon publiekelijk en fluistert toe van hem te houden. Simon – kwaad omwille dat Wilhelm zijn belofte brak – antwoordt niet.                                            |             |                      |                |                                           |              |  |

### Seizoen 2
| Nr. serie | Nr. seizoen | Titel van aflevering | Regie          | Schrijver                                 | Uitzenddatum    |  |
| --- | ----------- | -------------------- | -------------- | ----------------------------------------- | --------------- |  |
| 7 | 1           |                      | Rojda Sekersöz | Lisa Ambjörn                              | 1 november 2022 |  |
| De overheid keurde de aanvraag van Sara goed om op kostschool te gaan waardoor haar studiebeurs wordt verhoogd. Al snel komt ze tot de conclusie dat ze met enkele zaken geen rekening had gehouden zoals de aankoop van etenswaren in de kantine. Sara wordt “gedoopt” en krijgt de taak een feestje van Sociëty stil te leggen. Dat lukt haar door de vlag van de vereniging in brand te steken. Simon ontmoet Marcus; hij werkt als klusjesman op Hillerska voornamelijk in en rond de paardenstallen. Wilhelm wordt jaloers wanneer hij een video ontvangt waarin Simon en Marcus zingen in een karaokebar. Verder wil hij wraak nemen op August door diens gezag overal publiekelijk te ondermijnen en hem uit zoveel mogelijk machtsfuncties te ontzetten. Hij belt ook zijn moeder dat hij boos is om zijn relatie met Simon verborgen te houden en dat het hof over allerhande zaken beslist wat hij moet doen en laten. Ook is hij niet opgezet met de twee lijfwachten die hem dag-en-nacht achtervolgen. |             |                      |                |                                           |                 |  |
| 8 | 2           |                      | Rojda Sekersöz | Lisa Ambjörn, Pia Gradvall                | 1 november 2022 |  |
| Sara krijgt voor haar verjaardag een dure jodhpur cadeau van haar schoolvriendinnen en komt daardoor ook te weten dat er bij elke verjaardag door hen allen een aanzienlijke som wordt uitgelegd, iets wat zij financieel niet kan. Wilhelm overtuigt de laatstejaars om August uit zijn taak als prefect te zetten. De koningin laat weten dat Wilhelm van school moet veranderen, wat voor Wilhelm nogmaals een bewijs is dat zijn leven voor hem wordt geregeld. Zijn moeder legt uit dat hij nu de kroonprins is en er van hem allerhande zaken worden verwacht. Hij werd in het verleden niet opgezadeld met deze levenswijze omdat Erik koning zou worden. Zij vindt dat geen enkele relatie van Wilhelm openbaar mag worden gemaakt tot wanneer hij achttien jaar is. Ze verplicht Wilhelm om regelmatig op consultatie te gaan bij de schoolpsycholoog. Hij gaat met tegenzin akkoord op voorwaarde dat hij ontdaan wordt van de lijfwachten. Verder kan hij zijn moeder overtuigen dat hij op Hillerska moet blijven. Wilhelm spreekt af met Simon, maar laatstgenoemde wil niet “het geheim van Wilhelm” zijn en verbreekt hun relatie. Sara ontdekt dat Felice achterhaalde wie de seksvideo nam en verspreidde. Omdat ze verliefd is op August, kan ze niet kwaad zijn op hem. Nadat ze hem over haar ontdekking inlicht, hebben ze gemeenschap. Felice en Wilhelm gaan kleiduivenschieten, maar Marcus is degene die het apparaat bedient. Een jaloerse Wilhelm is niet al te vriendelijk tegen Marcus. August krijgt telefoon van het Koninklijk Paleis en wordt uitgenodigd voor een audiëntie. |             |                      |                |                                           |                 |  |
| 9 | 3           |                      | Kristina Humle | Lisa Ambjörn, Sofie Forsman, Tove Forsman | 1 november 2022 |  |
| August beseft dat hij zal worden gestraft door het Koningshuis omwille van de gelekte seksvideo. Hij gaat te rade bij zijn stiefvader, een advocaat, maar verbergt dat hij de verspreider is. Zo komt hij te weten dat hij in feite kinderporno heeft verspreid en dat hem – als meerderjarige – een zware celstraf te wachten staat. Voor een boekbespreking komen Wilhelm en Simon in dezelfde werkgroep terecht. Het boek is semibiografisch: de auteur was een lesbische vrouw die haar geaardheid geheim moest houden omwille van haar positie en daarom zelfmoord pleegde. Vincent, de nieuwe prefect en aanvoerder van het roeiteam, blijkt zeer autoritair en dictatoriaal. Simon verklaart geen relatie te hebben met Marcus. Het roeiteam – waar Wilhelm en Simon lid van zijn – heeft een wedstrijd. Hillerska verliest nadat Simon even uit concentratie is nadat hij Marcus opmerkt in het publiek. Na de wedstrijd kust Marcus Simon wat door Wilhelm wordt opgemerkt. August ontmoet de koningin. Tot zijn verbazing wordt hij niet gestraft, maar aangesteld als tweede troonopvolger als blijkt dat Wilhelm niet de nodige kwaliteiten heeft om koning te worden. Wilhelm en Felice kussen elkaar en worden betrapt door Henry. |             |                      |                |                                           |                 |  |
| 10 | 4           |                      | Kristina Humle | Lisa Ambjörn                              | 1 november 2022 |  |
| Het nieuws over de kus gaat door de roddelgangen en Felice wordt uitgejouwd als fortuinjaagster. Het is weldra Valentijnsdag en de schooltraditie schrijft voor dat jongens een gedicht schrijven aan een meisje. Simon vraagt Marcus om naar het schoolbal te gaan - dat in een 17de-eeuwse stijl wordt gehouden, maar hij weigert al zal hij Simon wel met zijn auto brengen en ophalen. Hoewel het een staatsgeheim is, vertelt August aan Sara – met wie hij ondertussen een vaste relatie heeft – wat er op zijn audiëntie werd gezegd. August vraagt haar officieel om met hem mee naar het schoolbal te gaan, maar zij weigert uit vrees voor Felices reactie. Simon en Wilhelm scheppen buiten een luchtje, wat eindigt in een passionele omhelzing en kus. Simon maakt een nieuw schoollied. Op vraag van de koorleidster zal Simon tijdens hun optreden voor de koningin – naar aanleiding van de 125ste verjaardag van de school - een solo zingen. |             |                      |                |                                           |                 |  |
| 11 | 5           |                      | Lisa Farzaneh  | Lisa Ambjörn, Sofie Forsman, Tove Forsman | 1 november 2022 |  |
| Felice besliste enige tijd eerder te stoppen met paardrijden en het paard wordt nu verkocht. Sara is hierdoor van streek; zij bereed namelijk dat paard ook en moet nu noodgedwongen stoppen met rijlessen. Jan-Olof – de adviseur van het koninklijk paleis – komt op inspectie en keurt het nieuwe schoollied af. De tekst is dubbelzinnig en kan ook geïnterpreteerd worden als een liefdeslied. In die context is het een duidelijke verwijzing naar de geheime relatie/liefde tussen Simon en Wilhelm dus wordt het koor verplicht het nummer te vervangen door het originele schoollied. Wilhelm vertelt Simon dat August de video heeft gemaakt en gelekt. Simon wil de politie inlichten, maar Wilhelm legt uit dat dat niet gaat. August is namelijk de enige persoon die – op Wilhelm na – koning kan worden. Simon blijft van mening dat August gestraft moet worden en beslist om met zijn moeder na schooltijd naar het politiekantoor te gaan. Wilhelm wordt door het koningshuis verplicht een door hen geschreven speech te geven tijdens het bezoek van de koningin. Hij weigert totdat hij te weten komt dat de speech dan door August zal worden gegeven. |             |                      |                |                                           |                 |  |
| 12 | 6           |                      | Lisa Farzaneh  | Lisa Ambjörn                              | 1 november 2022 |  |
| Sara vertelt Felice dat ze een relatie heeft met August waarop zij woedend wordt en niet langer kamergenote wil zijn. August en Alexander nemen wraak op de schorsing naar aanleiding van de drugshandel. Indien Simon de politie inlicht, zal Alexander verklaren dat hij de video nam met de geleende smartphone van August. Alexander is nog minderjarig en zal daardoor wellicht niet meer dan een werkstraf krijgen. Beiden zullen ook verklaren dat Simon de drugs aanleverde. Ze zijn nog in bezit van de verpakkingen waarop duidelijk een klever hangt met de naam van Simons vader. Wilhelm kan Simon nog tijdig inlichten niet naar de politie te gaan. Simon vertelt Sara over deze chantage waarop zij haar relatie met August verbreekt, niet wetende dat August het paard van Felice als cadeau voor haar kocht. Net voor het verjaardagsgala start, verklaart Simon zijn liefde aan Wilhelm en gaat akkoord met een geheime relatie totdat ze beiden meerderjarig zijn. Wilhelm begint aan zijn vooropgestelde speech, maar halverwege stopt hij met de melding dat hij de zaken moet rechtzetten. Voor de camera’s, pers en alle genodigden komt hij openlijk uit voor zijn homoseksualiteit, zijn liefde voor Simon en dat hij wel degelijk te zien was in de seksvideo. Door deze openbaring beseft hij bewust dat hij hierdoor wellicht geen troonopvolger wordt. Op dat ogenblik belt Sara naar de politie om August aan te geven. |             |                      |                |                                           |                 |  |

### Seizoen 3
| Nr. serie | Nr. seizoen | Titel van aflevering | Regie           | Schrijver                                 | Uitzenddatum  |  |
| --- | ----------- | -------------------- | --------------- | ----------------------------------------- | ------------- |  |
| 13 | 1           |                      | Julia Lindström | Lisa Ambjörn                              | 11 maart 2024 |  |
| August wil een minnelijke schikking treffen met de familie Erikkson. Als zij de aanklacht intrekken, krijgen ze een financiële compensatie van meer dan 1 miljoen Zweedse Kronor. Indien ze niet akkoord gaan, dan komt de zaak voor de rechtbank en dan zal August verklaren dat hij werd bedreigd door Wilhelm met een jachtgeweer en dat Simon verantwoordelijk is voor alle medicijnen die op Hillerska illegaal werden verkocht. Daardoor zal Wilhelm sowieso niet de volgende koning worden, maar August. De moeder van Simon gaat akkoord dat de zaak niet voor de rechtbank komt. Ze vindt wel dat alles door de rijke elite in de doofpot wordt gestopt en wil bijgevolg hun geld niet aanvaarden. Om het koningshuis geen verdere schade te berokkenen, moeten Wilhelm en August zich gedeisd houden. De speech van Wilhelm heeft nog een effect: oud-scholieren van Hillerska getuigen over de hiërarchie, de mishandelingen en de vernederingen die ze moeten ondergaan door de laatstejaars. Een oud-student beweert dat zij tijdens de studentendoop zich volledig moesten uitkleden, naar een homoseksuele pornofilm zien en werden afgetuigd als ze een erectie kregen. Een andere opdracht was het drinken van andermans speeksel. Dit trekt de aandacht van de pers en er wordt door de overheid een onderzoekscommissie opgericht. Zolang het onderzoek loopt, wordt de school geleid door een interim-directrice. Zij beslist onmiddellijk dat voor internen onder andere naschoolse activiteiten verboden worden, ze maar 1 uur per dag hun gsm mogen gebruiken en dat ze zich vanaf 19:00 moeten terugtrekken naar hun eigen kamer en die niet meer mogen verlaten tot de volgende ochtend. |             |                      |                 |                                           |               |  |
| 14 | 2           |                      | Julia Lindström | Lisa Ambjörn, Pia Gradvall                | 11 maart 2024 |  |
| Sara houdt Hillerska voor bekeken en na een ruzie met Simon trekt ze in bij haar vader Micke. Wilhelm geeft het roeien op ten voordele van het schoolkoor. De achterliggende reden is dat hij dan Simon meer kan zien gezien de avondklok. Simon maakt een nieuw lied en post dit op sociale media. Het lied wordt door velen aanzien als een verwijzing naar zijn relatie met Wilhelm. De tekst impliceert dat Simon door die relatie een goudzoeker is die tegen de monarchie is en een revolutie wil veroorzaken. De schooldirectie laat toe dat de leerlingen op een geplande kampeertocht mogen. Vrienden van Simon arriveren op het avondfeestje, maar worden door enkele scholieren beledigd omwille van "hun lagere sociale klasse". De koningin moet op ziekteverlof wegens een burn-out. |             |                      |                 |                                           |               |  |
| 15 | 3           |                      | Jerry Carlsson  | Lisa Ambjörn, Sofie Forsman, Tove Forsman | 11 maart 2024 |  |
| Door de burn-out van Katrina zal Wilhelm misschien sneller koning worden dan gepland. De gemoederen tussen August en Wilhelm laaien op en ontaarden in een vechtpartij. Daardoor moeten beiden meditatie volgen. De paparazzi hebben hun ogen gericht op Wilhelm en Simon. Simon ontvangt via diverse kanalen haatberichten. August en zijn vrienden willen iets doen zodat de nieuwe schoolregels worden aangepast en starten met een petitie. Wilhelm wil niet ondertekenen daar hij neutraal moet blijven. De commissie heeft de leerlingen gekozen die ze willen interviewen waaronder Felice. Als gevolg tracht de directie die leerlingen te manipuleren zodat ze alle aanklachten ontkennen en dat ze enkel goede dingen over de school zeggen. Na een gesprek met August en haar vader beslist Sara om weldra terug te keren naar Hillerska. Simon is op een evenement ter ere van "dag van de arbeid". Hij krijgt daar voor de eerste keer goede commentaren over zijn homoseksuele relatie met Wilhelm en beslist om met die personen op een foto te gaan. Simon post de foto op sociale media, maar het ontgaat hem dat er per toeval in de achtergrond een politieke boodschap zichtbaar is die duidelijk een "linkse boodschap" heeft. Daarop wordt hun huis bekogeld met stenen. |             |                      |                 |                                           |               |  |
| 16 | 4           |                      | Jerry Carlsson  | Lisa Ambjörn, Ebba Stymne                 | 11 maart 2024 |  |
| Simon, zijn zus en zijn moeder krijgen extra bewaking na het incident met de bekogeling. Simon krijgt ook de raad om alle accounts die hij heeft op sociale media te verwijderen, wat hij ook doet. Micke zweert Sara dat hij afgekickt is van de drank en de medicijnen. De leerlingen starten een staking zolang de directie hun verstrengde maatregelen niet intrekt. Dit heeft het tegenovergestelde effect: de stakers krijgen geen avondeten, mogen niet naar hun kamer en moeten de nacht doorbrengen in het stakerlokaal. Wanneer Vincent de directrice zegt dat ze niets kan veranderen aan het verleden en dreigt de pers in te lichten betreffende de straf die de stakers kregen, worden enkele maatregelen versoepeld. Sara keert terug naar Hillerska, maar komt daardoor terug in contact met Felice. August beweert dat zijn studentendoop plaatsvond op een verlaten zolderkamer ergens in het koninklijk paleis. Zij waren degenen die naar de pornofilm moesten zien en het speeksel drinken en dat dat in opdracht was van onder andere Erik die toen derdejaars was. Simon is van mening dat de monarchie niet ideaal is: zo mag het volk niet kiezen wie de koning(in) is. |             |                      |                 |                                           |               |  |
| 17 | 5           |                      | Linnéa Roxeheim | Lisa Ambjörn, Theo Boguslav               | 11 maart 2024 |  |
| Wilhelm vindt op een zolderkamer in het paleis de bewijzen dat August niet loog over zijn studentendoop. Hierdoor is Wilhelm van mening dat zijn broer homofoob was. Micke had beloofd Sara naar haar rijexamen te brengen, maar daagt niet op. Tijdens het examen ziet ze haar vader op het terras van een café bier drinken met enkele vrienden. Ze slaagt voor haar examen, maar beslist terug te keren naar haar moeder. Wilhelm is zeventien geworden en dat wordt gevierd met enkele hooggeplaatste gasten. August is verplicht naar het verjaardagsfeest te gaan, doch eens daar overtuigt hij een raadsman om dat feest vroegtijdig te verlaten. Na de ceremonie trekken Wilhelm, Simon en zijn ouders zich terug voor de maaltijd. Initieel gaat dat goed, maar op zeker ogenblik verwijt Wilhelm zijn ouders dat ze er nooit voor hem zijn geweest. Alles draait om "de status van het paleis". Het feit dat zijn moeder in een burn-out terecht gekomen is, heeft alles te maken met die schijn hoog op te houden en "leven voor het volk" in plaats van "haar eigen leven te leiden en niet te worden geleefd". Dit bevestigt Simon zijn theorie en hij wil niet zulk leven leiden. Hij eindigt dan ook zijn relatie met Wilhelm. |             |                      |                 |                                           |               |  |
| 18 | 6           |                      | Linnéa Roxeheim | Lisa Ambjörn, Ebba Stymne                 | 11 maart 2024 |  |
| Sara krijgt de auto van haar vader als cadeau. De onderzoekscommissie heeft beslist dat Hillerska moet sluiten. Felice krijgt schuldgevoelens omdat ze zei hoe het er werkelijk aan toegaat op Hillerska. Hoewel niet expliciet wordt gezegd, kan men uit reactie van sommige andere geïnterviewden afleiden dat deze ook de waarheid hebben gezegd. August verontschuldigt zich bij Wilhelm voor al zijn wandaden. Hij is ook van mening dat Erik niet de hoofdschuldige is aan de studentendoop, maar onder groepsdruk van de andere derdejaars gewoonweg mee deed. Wilhelm moet niet vrezen dat zijn broer hem zou haten omwille van zijn geaardheid. Sara en Felice leggen hun dispuut bij. Na de diploma-uitreiking kondigt de directrice aan dat ze in beroep gaat in een poging de school van sluiting te redden. Kristina geeft toe aan Wilhelm dat ze er niet altijd voor hem was en verontschuldigt haar. Wilhelm maakt duidelijk dat hij geen koning wil zijn en dat het beter is dat August de troonopvolger wordt. Zijn ouders gaan hiermee akkoord. Wilhelm spoedt zich naar Simon om dit te vertellen waarop de twee terug een koppel worden. |             |                      |                 |                                           |               |  |